# Ребошапка Теофіл
Ребошапка Теофіл (нар. 30 вересня 1935, с. Дерманешти на Буковині) — український поет.

## З біографії
Закінчив Серетську педагогічну школу (1957), філологічний (1957), потім філософський (1976) факультети Бухарестського університету. Працює на кафедрі суспільних наук Агрономічного інституту (Бухарест). Друкується в газеті «Новий вік», збірнику «Обрії».

## Окремі видання
- Ребошапка Т. Вірші // Обрії. — Бухарест: Критеріон, 1985.